# Alluaudina
Alluaudina — рід змій родини Pseudoxyrhophiidae. Представники цього роду є ендеміками Мадагаскару.

## Види
Рід Alluaudina нараховує 2 видів:
- Alluaudina bellyi Mocquard, 1894
- Alluaudina mocquardi Angel, 1939

## Етимологія
Рід Alluaudina був названий на честь французького ентомолога Шарля Аллюо. 